# Skogsrået

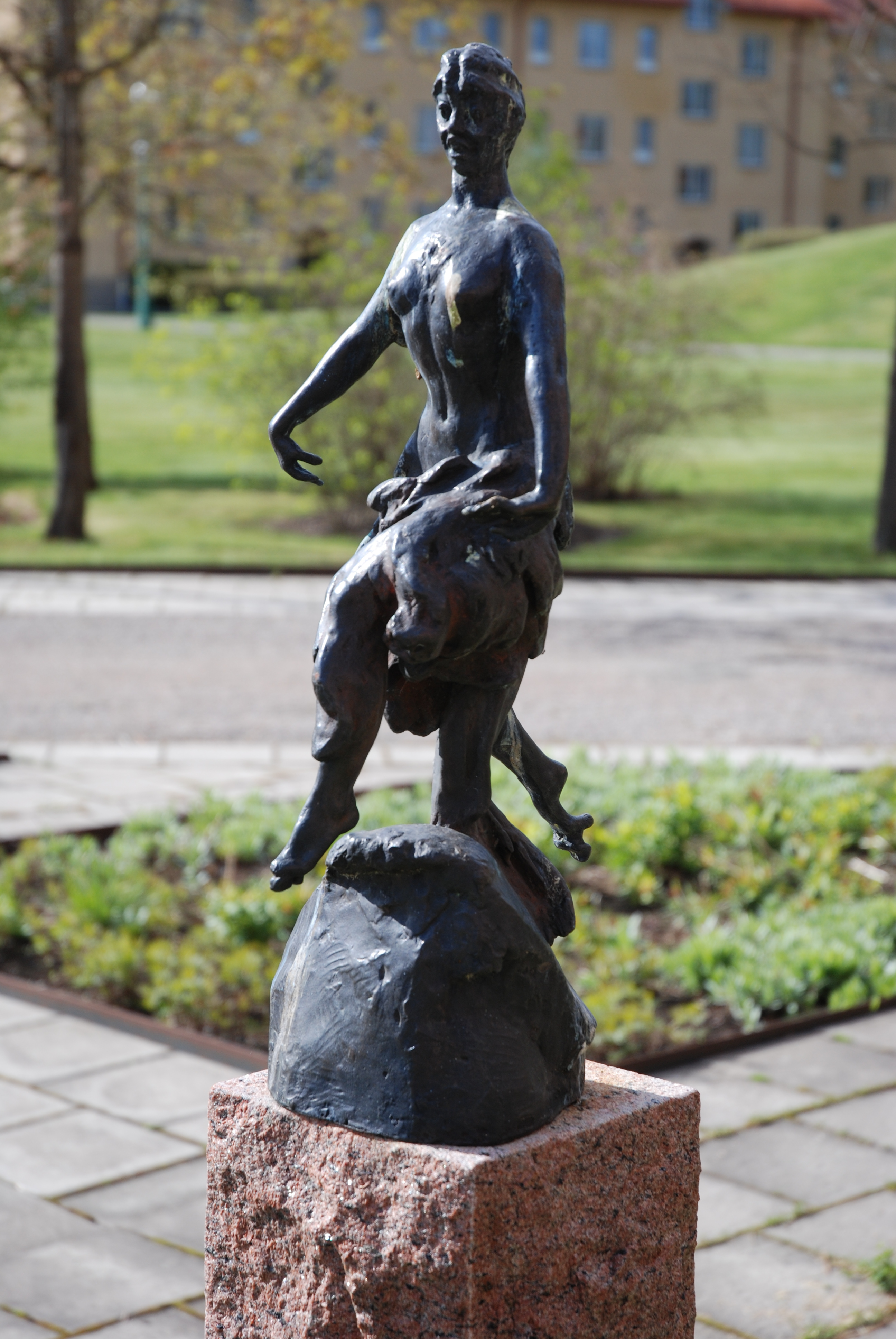
Une sculpture de Christian Ericsson représentant une skogsrå à Hällefors en Suède.

Une skogsrå ( ; skogsrået dans la forme définie en suédois) est une créature féminine surnaturelle de la forêt dans le folklore suédois, très similaire à l'huldre norvégienne.

## Étymologie
La créature est aussi désignée par skogsfrun, skogssnuvan, skogsnymfen ou råndan.